# Suntri
Suntri is een bestuurslaag in het regentschap Rembang van de provincie Midden-Java, Indonesië. Suntri telt 1326 inwoners (volkstelling 2010).